# University of Warwick
University of Warwick (Uniwersytet Warwick) – brytyjska uczelnia publiczna w Coventry, założona w 1965 roku. Jest usytuowana 13 kilometrów na północ od miasta Warwick.
Wśród absolwentów i pracowników naukowych University of Warwick są zdobywcy Nagrody Nobla, Nagrody Turinga, Medalu Fieldsa, Medalu Richarda W. Hamminga, Nagrody Emmy, Grammy i Padma Vibhushan oraz stypendyści Akademii Brytyjskiej, Królewskiego Towarzystwa Literatury, Królewskiej Akademii Inżynierii i Towarzystwa Królewskiego. Wśród nich są także głowy państw, urzędnicy państwowi, liderzy organizacji międzyrządowych oraz obecny główny ekonomista Banku Anglii. Naukowcy z Warwick wnieśli również znaczący wkład w opracowanie penicyliny, muzykoterapii, konsensusu waszyngtońskiego, feminizmu drugiej fali, standardów komputerowych, w tym ISO i ECMA, teorii złożoności, teorii kontraktów i międzynarodowej ekonomii politycznej jako dziedziny nauki. 

## Profil akademicki
W październiku 2018 r. Warwick miał 26 531 studentów, z czego około dwie piąte było absolwentami studiów podyplomowych. Około 43% studentów pochodzi spoza Wielkiej Brytanii, a na terenie kampusu reprezentowanych jest ponad 120 krajów. Uczelnia ma 29 wydziałów akademickich i ponad 40 ośrodków badawczych i instytutów na trzech wydziałach: Sztuki, Nauki, Inżynierii Technologii i Matematyki (STEM) oraz Nauk Społecznych. W październiku 2018 r. pracowało ponad 2500 pracowników naukowych i badawczych. 

### Partnerstwa międzynarodowe
Studenci University of Warwick mogą odbywać semestr lub rok studów za granicą na jednej z wielu uczelni partnerskich. Do partnerów międzynarodowych należą Columbia University, McGill University, Cornell University, UC Berkeley, oraz Sciences Po Paris.

### Rankingi
|                               | National rankings             |
| Complete (2022)               | 10                            |
| Guardian (2021)               | 8                             |
| Times / Sunday Times (2021)   | 10=                           |
|                               | Global rankings               |
| ARWU (2020)                   | 101-150                       |
| CWTS Leiden (2020)            | 75                            |
| QS (2022)                     | 61                            |
| THE (2021)                    | 77                            |
|                               | British Government assessment |
| Teaching Excellence Framework | Silver                        |

Według rankingu ARWU Uniwersytet w Warwick należy do ścisłej czołówki (top 50) z następujących przedmiotów: 
- 10. miejsce z matematyki
- 20. miejsce z  zarządzania
- 24. miejsce ze statystyki
- 28. miejsce z  ekonomii
- 33. miejsce z nauk politycznych

Według rankingów przedmiotowych rankingu QS World University Rankings Uniwersytet w Warwick zajmuje:
- 16. miejsce w zakresie statystyki
- 19. miejsce w zakresie matematyki
- 23. miejsce w zakresie literatury angielskiej
- 23. miejsce w zakresie zarządzania
- 25. miejsce w zakresie ekonomii i ekonometrii
- 38. miejsce w zakresie filozofii
- 39. miejsce w zakresie historii
- 42. miejsce w zakresie lingwistyki i języków współczesnych
- 47. miejsce w zakresie finansów
- 48. miejsce w zakresie socjologii
- 48. miejsce w zakresie studiów nad rozwojem
- 49. miejsce w zakresie nauk politycznych.

Wydziały Ekonomii i Nauk Politycznych Uniwersytetu w Warwick są uważane za jedne z najlepszych w Wielkiej Brytanii. Obydwa departamenty znalazły się na pierwszej pozycji Good University Guide 2020, wyprzedzając tym samym Oxbridge oraz LSE. W dodatku Wydział Matematyki jest powszechnie uważany za jeden z czterech najlepszych w Wielkiej Brytanii, znanych jako COWI (Cambridge, Oxford, Warwick, Imperial). Departament ten zajął 3. miejsce w Anglii (AWRU) lub 4. (QS Ranking). Guardian University Guide, pozycjonuje Warwick Business School (Szkoła Biznesowa) na drugim miejscu w kraju, tuż za Oxford Said Business School. Według QS ranking WBS zajmuje czwarte miejsce w Wielkiej Brytanii i 23 na świecie.
Warwick jest wskazywany jako jeden z dziesięciu najlepszych uniwersytetów w Wielkiej Brytanii przez wszystkie trzy najbardziej popularne rankingi. Uniwersytet w Warwick jest członkiem prestiżowej grupy Russell Group oraz Sutton 13. Warwick został wybrany uniwersytetem roku 2015 tygodnika The Times.  W 2017 roku Warwick zajął miejsce drugiego najlepszego uniwersytetu według graduate employment rate (zatrudnialności absolwenckiej), wykazując zatrudnienie 97,7% absolwentów.  

## Znani absolwenci i byli pracownicy naukowi
- Oliver Hart[8], laureat Nagrody Nobla w dziedzinie ekonomii z 2016 roku
- Stephen Merchant[8], aktor, scenarzysta, reżyser i komik
- Linda Jackson(inne języki)[8], prezes Citroën
- Andy Palmer(inne języki), prezes Aston Martin
- Ralf Speth(inne języki), prezes Jaguar Land Rover
- Guðni Th. Jóhannesson[8], prezydent Islandii
- Susan Strange(inne języki), prekursorka dziedziny międzynarodowej ekonomii politycznej.
- Luis Arce[8], prezydent Boliwii
- Sir John Cornforth[8], laureat Nagrody Nobla w dziedzinie chemii z 1975 roku
- David Li, CEO i przewodniczący rady nadzorczej Bank of East Asia
- Edward Palmer Thompson[8], brytyjski historyk i pisarz
- Nicholas Stern(inne języki)[8], były główny ekonomista Banku Światowego
- George Saitoti[8], były wiceprezydent Kenii oraz były Chairman Banku Światowego oraz Międzynarodowego Funduszu Walutowego
- Mahmoud Mohieldin(inne języki)[8], starszy wiceprezydent Banku Światowego
- Christopher Zeeman(inne języki)[8], matematyk, jeden z założycieli uniwersytetu w Warwick
- Estelle Morris[8], była sekretarz edukacji z ramienia Partii Pracy
- Valerie Amos[8], była dyplomatka, pierwsza w historii osoba czarnoskóra będąca dziekanem college'u na Uniwersytecie Oksfordzkim
- Andy Haldene[8], główny ekonomista Banku Anglii
- Andrea Leadsom[8], była przewodnicząca Partii Konserwatywnej w Izbie Gmin oraz była sekretarz na rzecz biznesu, energetyki i przemysłu.